# Troissy
Troissy är en kommun i departementet Marne i regionen Grand Est (tidigare regionen Champagne-Ardenne) i nordöstra Frankrike. Kommunen ligger i kantonen Dormans som tillhör arrondissementet Épernay. År 2022 hade Troissy 802 invånare.

## Befolkningsutveckling
Antalet invånare i kommunen Troissy
| Referens: INSEE |